# Figurati noi
Figurati noi è un singolo del rapper italiano Shade, in collaborazione con la cantautrice maltese Emma Muscat, pubblicato il 16 novembre 2018 come quarto estratto dal terzo album in studio Truman.

## Video musicale
Il video musicale, diretto da Cristofer Stuppiello, Federico Santaiti e Nicholas Baldini e pubblicato lo stesso giorno, mostra i due cantanti che sono gli angeli custodi di due ragazzi il cui destino è incontrarsi e innamorarsi.

## Tracce
Testi di Julien Boverod e Vito Ventura, musiche di Carlo Alberto Arnaud, Julien Boverod, Vito Paparella e Giacomo Roggia.
1. Figurati noi – 3:16

## Classifiche
| Classifica (2018) | Posizione massima |
| ----------------- | ----------------- |
| Italia            | 41                |